# Franz Wyzner
Franz Wyzner (* 8. Dezember 1931 in Wien) ist ein österreichischer Opernsänger (Bariton/Bass) und Theaterschauspieler.

## Leben
Im Alter von 18 Jahren wurde seine Stimme entdeckt, die er bei Marthold ausbilden ließ. 1957 debütierte er an der Wiener Kammeroper. Es folgten Engagements an den Musikbühnen von Salzburg, Gelsenkirchen, und Wuppertal. Von 1986 bis 1997 war der Künstler festes Ensemblemitglied am Staatstheater am Gärtnerplatz, wo er schnell zu einem besonderen Publikumsliebling avancierte und heute noch Gastauftritte absolviert. Wyzner sang und spielte an vielen deutschen und österreichischen Musik- und Schauspielbühnen u. a. in Wuppertal, Bonn, München, Köln, Frankfurt, Graz, Klagenfurt, Salzburg sowie an der Oper von Buenos Aires. Zu seinen absoluten Paraderollen gehören Papageno in Die Zauberflöte, Figaro in Die Hochzeit des Figaro,  Zsupan in Der Zigeunerbaron, Feri Básci in Die Csárdásfürstin und Penižek in Gräfin Mariza. Von Februar bis April 2010 spielte Wyzner am Stadttheater Klagenfurt den Wirt in dem Theaterstück Der Theatermacher.  
Neben seiner Bühnenpräsenz ist der Kammerschauspieler auch als Interpret Wiener-Lieder tätig.

## Diskografie
- Schreker: Die Gezeichneten, Label: Orfeo
- Dantons Tod, Label Orfeo
- Musik in Deutschland 1950–2000, Label: Red Seal